# Kingerby Castle

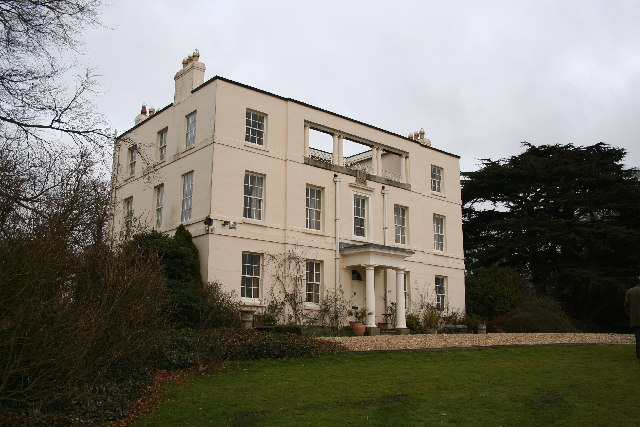
Kingerby Hall

Kingerby Castle ist eine abgegangene Burg in der kleinen Siedlung Kingerby, etwa 8 km nordwestlich von Market Rasen in der englischen Grafschaft Lincolnshire.
Es handelte sich um eine Motte, die wohl im 12. Jahrhundert entstand, aber bereits 1216 wieder niedergebrannt wurde. Der Mound der alten Burg bildete dann die Plattform für den Bau eines Herrenhauses. 1812 wurde dieses Haus abgerissen und durch Kingerby Hall, ein Landhaus, ersetzt.